# Tintinaïta
La tintinaïta és un mineral de la classe dels sulfurs que pertany al grup de la kobellita. Rep el nom de les mines de plata de Tintina, al Canadà.

## Característiques
La tintinaïta és una sulfosal de fórmula química Pb22Cu₄(Sb,Bi)30S69. Va ser aprovada com a espècie vàlida per l'Associació Mineralògica Internacional l'any 1967. Cristal·litza en el sistema ortoròmbic. La seva duresa a l'escala de Mohs es troba entre 2,5 i 3.
Segons la classificació de Nickel-Strunz, la tintinaïta pertany a «02.H - Sulfosals de l'arquetip SnS, amb Cu, Ag, Fe, Sn i Pb» juntament amb els següents minerals: aikinita, friedrichita, gladita, hammarita, jaskolskiïta, krupkaïta, lindströmita, meneghinita, pekoïta, emilita, salzburgita, paarita, eclarita, giessenita, izoklakeïta, kobellita, benavidesita, jamesonita, berryita, buckhornita, nagyagita, watkinsonita, museumita i litochlebita.

## Formació i jaciments
Aquesta espècie va poder ser descrita gràcies als exemplars de dos indrets del Canadà: la mina Deer Park, situada a la localitat de Rossland, a la Colúmbia Britànica, i al dipòsit de plata, plom i zinc de Tintina, al districte miner del llac Watson, al Yukon.